# هنري جوزيف توماس
هنري جوزيف توماس هو رسام بلجيكي، ولد في 22 يونيو 1878 في سينت-يانس-مولينبيك في بلجيكا، وتوفي في 22 نوفمبر 1972 في بروكسل في بلجيكا.